# NGC 4297
NGC 4297 је лентикуларна галаксија у сазвежђу Девица која се налази на NGC листи објеката дубоког неба.
Деклинација објекта је + 6° 40' 17" а ректасцензија 12h 21m 27,4s. Привидна величина (магнитуда) објекта NGC 4297 износи 14,6 а фотографска магнитуда 15,6. NGC 4297 је још познат и под ознакама MCG 1-32-18, CGCG 42-41, VCC 473, KCPG 331B, PGC 39940.